# Smilkov
Smilkov (Duits: Schmilkau) is een Tsjechische gemeente in de regio Midden-Bohemen en maakt deel uit van het district Benešov. Het dorp ligt op 5 kilometer afstand van de stad Votice.
Smilkov telt 256 inwoners (2025).

## Geografie
- Smilkov
- Kouty
- Líštěnec
- Oldřichovec
- Plachova Lhota
- Zechov

Smilkov ligt op een hoogte van 521 meter boven zeeniveau, in het gebied dat bekendstaat als Tsjechisch Siberië (Tsjechisch: Česká Sibiř). Tussen 1850 en 1879 behoorde Červený Újezd tot de gemeente, tussen 1850–1889 ook Chotětice en van 1869 tot 1899 Báňov eveneens.
In Smilkov zijn twee meertjes: het Mlýnskýmeer (Duits: Mühlteich) en Příkop. Beide worden doorkruist door de Smilkovskýbeek.

## Geschiedenis
De eerste schriftelijke vermelding van het dorp dateert van 1383. Op 1 oktober 1873 werd een postkantoor geopend.
Sinds 1960 maakt Smilkov deel uit van het district Benešov.

## Verkeer en vervoer

### Autowegen
Smilkov is te bereiken via diverse regionale wegen. 

### Spoorlijnen
Er is geen station in de gemeente. Het dichtstbijzijnde station is in Heřmaničky, op zo'n 3,5 kilometer afstand. Dat station ligt aan spoorlijn 220 Praag - Tábor - České Budějovice.

### Buslijnen
Er zijn vier bushaltes in de gemeente:
| Halte             | Lijn(en) | Traject(en)       | Vervoerder(s)     |
| ----------------- | -------- | ----------------- | ----------------- |
| Smilkov, Smilkov  | 556      | Votice - Sedlčany | CŠAD Benešov/ZDAR |
| Smilkov, Dvůr     | 556      | Votice - Sedlčany | CŠAD Benešov/ZDAR |
| Smilkov, Kouty    | 556      | Votice - Sedlčany | CŠAD Benešov/ZDAR |
| Smilkov, Líštěnec | 556      | Votice - Sedlčany | CŠAD Benešov/ZDAR |

### Fietsroutes
De volgende fietsroute loopt door de gemeente:
- 0042: Jankov - Neustupov - Heřmaničky - Prčice

### Wandelroutes
De volgende wandelroutes lopen door de gemeente:
- Blauw: Heřmaničky - Oldřichovec - Neustupov;
- Groen: Votice - Kouty – Třebužel – Kalvárie.

## Geboren in Smilkov
- Jiří Jaroch (1920–1986), een Tsjechisch componist

## Bezienswaardigheden
- Kastel Smilkov;
- Beeldengroep van de heilige Johannes en de heilige Paulus;
- Dorpskapel.

## Galerij

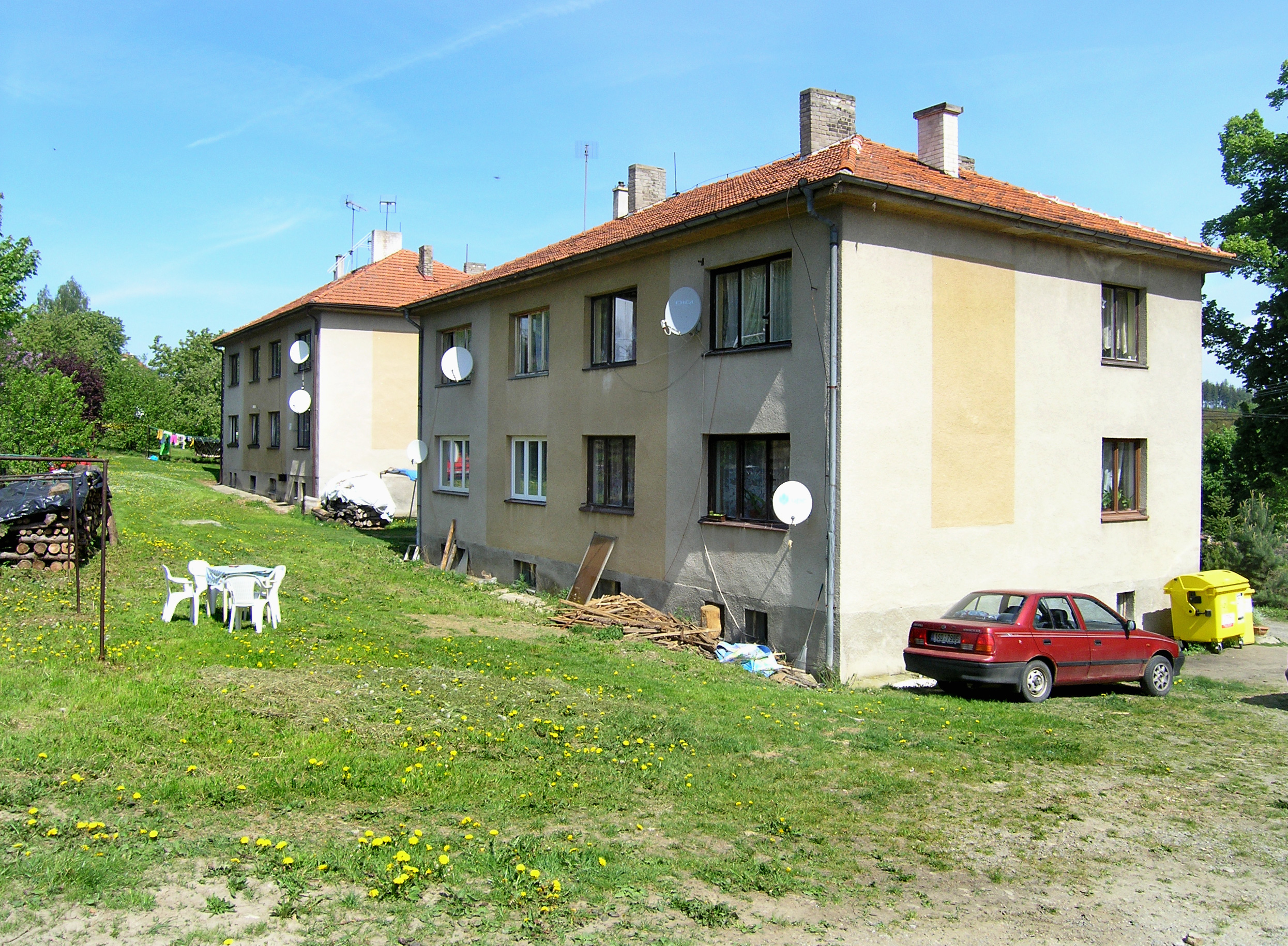
Flats in het dorp (2011)
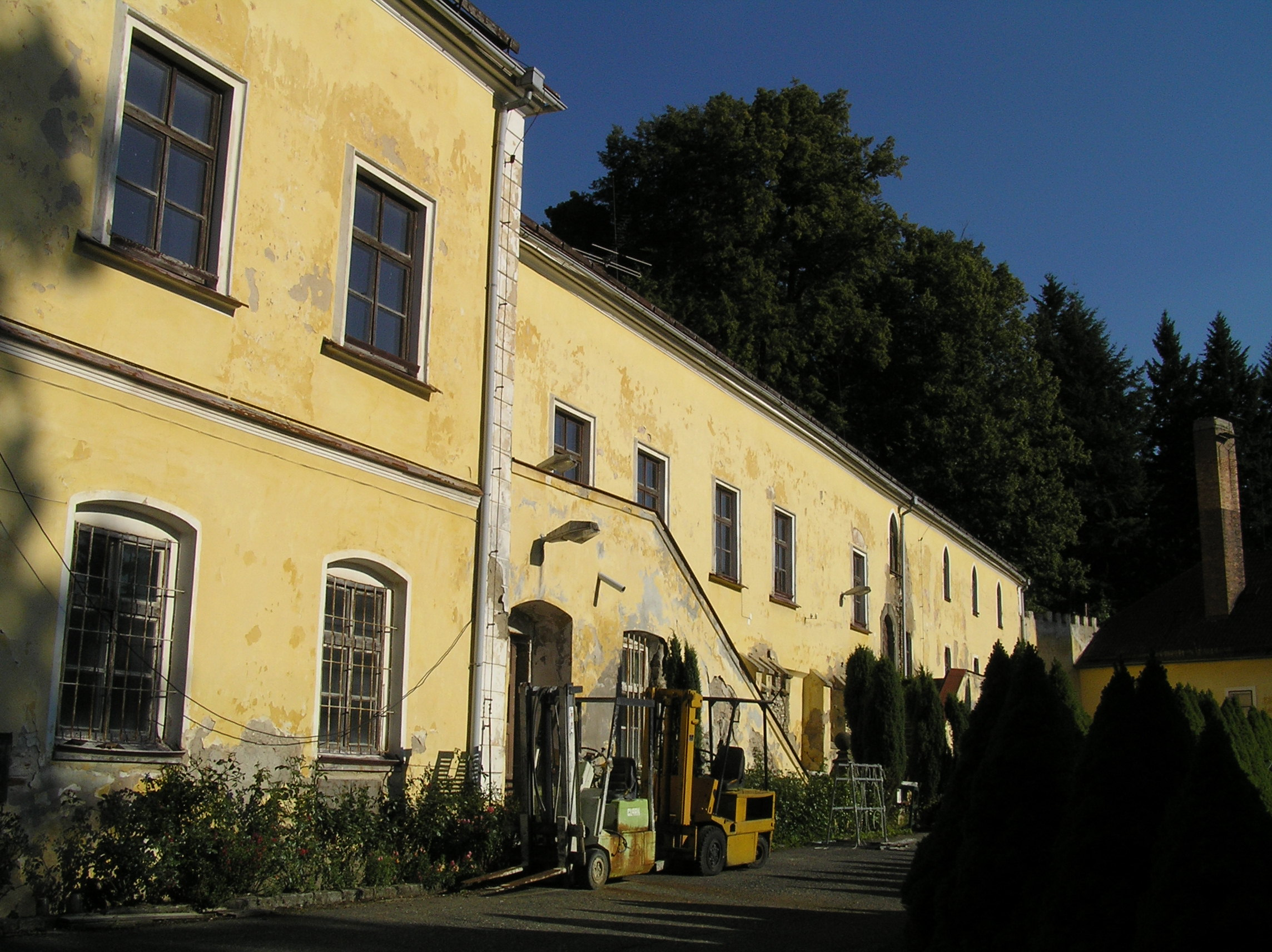
Kasteel Smilkov (2007)
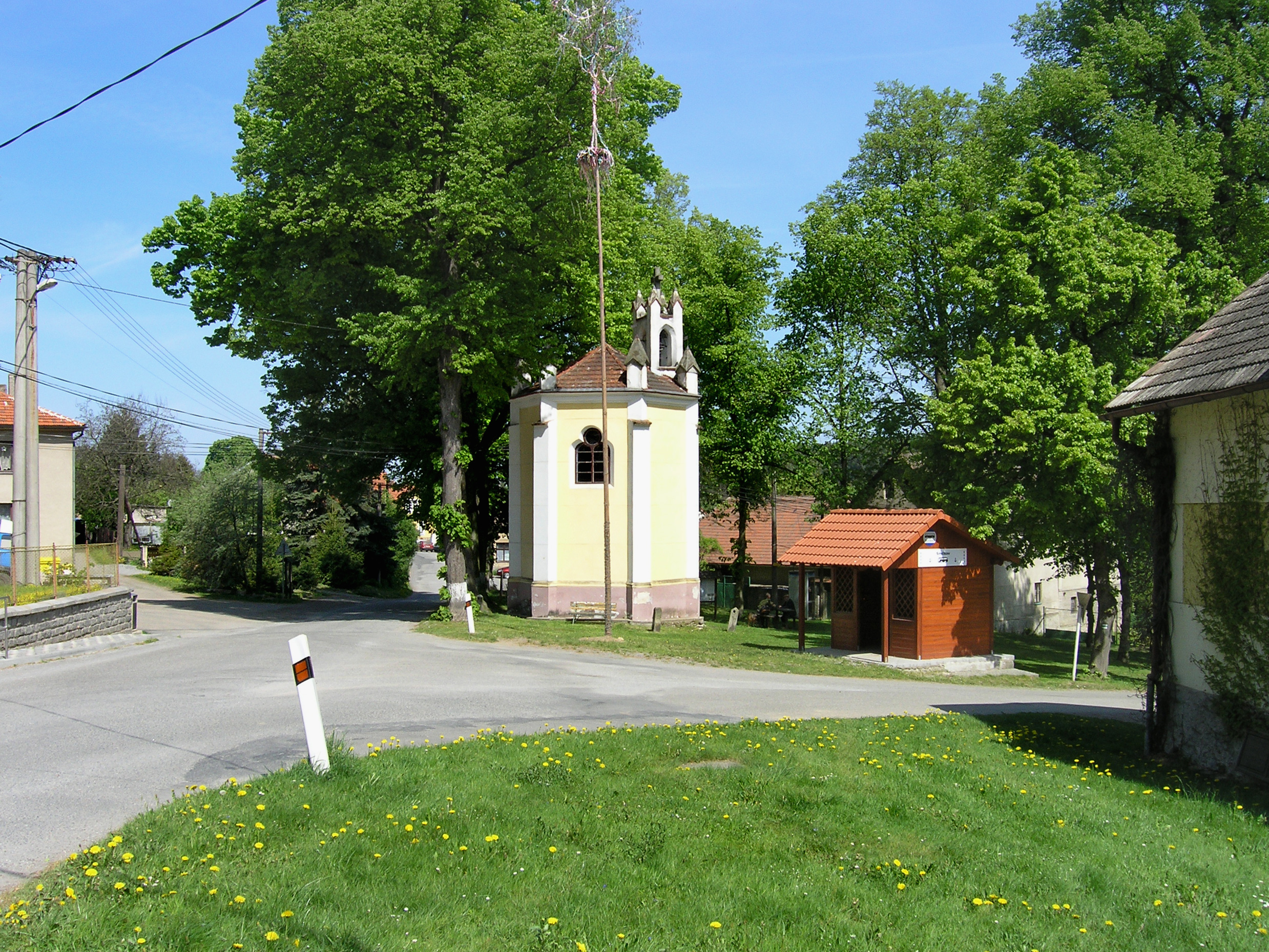
Dorpskapel en bushalte (2011)